# La Unión, Guerrero
La Unión är en kommunhuvudort i Mexiko.   Den ligger i kommunen La Unión de Isidoro Montes de Oca och delstaten Guerrero, i den södra delen av landet, 300 km sydväst om huvudstaden Mexico City. La Unión ligger 64 meter över havet och antalet invånare är 3 189.
Terrängen runt La Unión är varierad. Runt La Unión är det glesbefolkat, med 15 invånare per kvadratkilometer. La Unión är det största samhället i trakten. I omgivningarna runt La Unión växer huvudsakligen savannskog.